# Роули, Гордон Дуглас
Гордон Дуглас Роули (англ. Gordon Douglas Rowley, 31 июля 1921) — английский ботаник, один из ведущих специалистов по суккулентным растениям. Лауреат премии «Золотой кактус».  

## Имя
В различных источниках встречаются разные формы записи имени Роули:
- англ. Gordon Rowley[4],
- англ. Rory Glenwood[3],
- англ. Errol Goodwyn[3],
- англ. Ryder Gonolow[3].

## Биография
Гордон Дуглас Роули родился в Лондоне 31 июля 1921 года.
Он совершил несколько поездок в США, Мексику и Африку, и выступал за сохранение видов на первом съезде Международной организации по исследованию суккулентных растений (ИОС), в Рединге в 1973 году.
Гордон Дуглас Роули был президентом African Succulent Plant Society с 1966 по 1976 год. С 1983 года он был президентом BCSS (British Cactus & Succulent Society), а также членом American Cactus & Succulent Society.
В 1981 году Роули был награждён Veitch Memorial Gold Medal Королевского садоводческого общества за заслуги в садоводстве, а в 1982 году получил Cactus d'Or от ИОС за то, что он редактировал Repertorium Plantarum Succulentarum каждый год с 1952 по 1982 год.
Роули внёс значительный вклад в ботанику, описав множество видов семенных растений.

## Научная деятельность
Гордон Дуглас Роули специализируется на семенных растениях.

## Публикации
- 1959. Flowering Succulents, Farnham[4].
- 1978. Illustrated Encyclopedia of Succulents, New York[4].
- 1980. Name that Succulent, Cheltenham[4].
- 1983. Adenium and Pachypodium Handbook, Botley[4].
- 1985. The Haworthia Drawings of John Thomas Bates, Buckhurst Hill[4].
- 1987. Caudiciform and Pachycaul succulents, Mill Valley[4].
- 1992. Succulent Compositae: Senecio & Othonna, Mill Valley[4].
- 1992. Didiereaceae, Cacti of the Old World, Oxford[4].
- 1995. Anacampseros, Avonia, Grahamia, Oxford[4].
- 1997. A History of Succulent Plants, Mill Valley[4].
- 1999. Pachypodium and Adenium, Southampton[4].

## Почести
В его честь были названы следующие виды суккулентных растений:
- Lobivia rowleyi[4]
- Pygmaeocereus rowleyanus[4]
- Echinopsis rowleyi[4]
- Senecio rowleyanus[4].